# Bad Blood (2024)
Pour les articles homonymes, voir Bad Blood.
Bad Blood (2024) est un Premium Live Event de catch (lutte professionnelle) produit par la World Wrestling Entertainment, une fédération de catch américaine qui est télédiffusée et visible en paiement à la séance sur le WWE Network. L'événement a eu lieu le 5 octobre 2024 au State Farm Arena à Atlanta (Géorgie). Il s'agit de la 4e édition de Bad Blood qui fait son retour après 20 ans d'absence.

## Contexte
Les spectacles de la World Wrestling Entertainment (WWE) sont constitués de matchs aux résultats prédéterminés par les scénaristes de la WWE. Ces rencontres sont justifiées par des storylines – une rivalité avec un catcheur, la plupart du temps – ou par des qualifications survenues dans les shows de la WWE telles que Raw et SmackDown. Tous les catcheurs possèdent une gimmick, c'est-à-dire qu'ils incarnent un personnage gentil (Face) ou méchant (Heel), qui évolue au fil des rencontres. Un événement comme Bad Blood est donc un événement tournant pour les différentes storylines en cours,.

### Liv Morgan (c) contre Rhea Ripley
Le 3 août à SummerSlam, Liv Morgan, la championne du monde, a conservé son titre en battant Rhea Ripley après avoir reçu l'aide extérieure de "Dirty" Dominik Mysterio qui a distrait l'arbitre pendant son match. Après le combat, elle commence officiellement une storyline amoureuse avec le jeune catcheur. Deux soirs plus tard à Raw, Carlito et elle rejoignent officiellement le Judgment Day après l'éviction de la catcheuse australienne et Damian Priest. Le 31 août à Bash in Berlin, le couple du clan perd face à celui des exclus. Neuf soirs plus tard à Raw, le match revanche entre les deux catcheuses pour la ceinture au PLE est officiellement annoncé. Le 23 septembre à Raw, Adam Pearce, le GM du show rouge, a pris une décision: pour éviter toute intervention dans le match au PLE, "Dirty" Dominik Mysterio sera enfermé dans une cage à requins et suspendu au-dessus du ring.

### Damian Priest contre Finn Bálor
Le 3 août à SummerSlam, Damian Priest, le champion du monde poids-lourds, a effectué un Face Turn, mais n'a pas conservé pas sa ceinture, battu par Gunther par soumission, ce qui a mis fin à un règne de 118 jours. Pendant le combat, Finn Bálor est intervenu dans le match en faveur du second et a empêché le premier de battre son adversaire par tombé. Deux soirs plus tard à Raw, Rhea Ripley et le catcheur portoricain sont évincés du Judgment Day pour être remplacés par Liv Morgan et Carlito. Le 31 août à Bash in Berlin, le couple des exclus bat celui du clan ennemi. Neuf soirs plus tard à Raw, le catcheur irlandais défie son ancien partenaire par équipes dans un match au PLE, ce que l'ancien champion du monde poids-lourds accepte.

### CM Punk contre Drew McIntyre
Le 3 août à SummerSlam, Drew McIntyre a battu CM Punk dans un match simple, où Seth "Freakin" Rollins était l'arbitre spécial. Le 31 août à Bash in Berlin, le second catcheur prend sa revanche sur le premier dans un Strap match. Neuf soirs plus tard à Raw, Adam Pearce, le GM du show rouge, annonce officiellement un Hell in a Cell match au PLE entre les deux catcheurs afin de mettre un point final à la rivalité.

### Nia Jax (c) contre Bayley
Le 3 août à SummerSlam, Nia Jax redevient championne de la WWE, pour la seconde fois, en battant Bayley. Le 13 septembre à SmackDown, la championne Samoane propose à l'ancienne championne et Naomi un Tornado Tag Team match contre Tiffany Stratton et elle la semaine prochaine, avec deux enjeux: si l'équipe Face gagne et l'une des catcheuses effectue le tombé, elle sera aspirante à sa ceinture. En revanche, si elle perd, elles devront quitter définitivement le show bleu. La semaine suivante à SmackDown, Bayley et Naomi battent leurs adversaires dans la stipulation, mais effectuent le tombé en même temps. Plus tard dans la soirée, Nick Aldis, le GM du show bleu, annonce que les gagnantes vont s'affronter dans un match simple au prochain show pour déterminer la nouvelle challenger. Le 27 septembre à SmackDown, l'ancienne double championne de la WWE bat The Glow et obtient sa revanche pour la ceinture au PLE.

### Cody Rhodes et Roman Reigns contre The Bloodline
Le 3 août à SummerSlam, Cody Rhodes, le champion incontesté, a conservé son titre en battant Solo Sikoa dans un Bloodline Rules match. Pendant le combat, le leader de la Bloodline a reçu les aides de Jacob Fatu et Tama Tonga en sa faveur, tandis que de son côté, son adversaire a eu celles de Kevin Owens, Randy Orton et Roman Reigns qui a fait son retour après 4 mois d'absence en tant que Face. Le 31 août à Bash in Berlin, The American Nightmare conserve son titre en battant le catcheur canadien. Treize soirs plus tard à SmackDown, il conserve son titre en rebattant son premier adversaire dans un Steel Cage match. Après le combat, son opposant l'attaque avec ses cousins, mais Roman Reigns vole au secours du champion. Plus tard, Solo Sikoa et Jacob Fatu signent officiellement le contrat pour un Tag Team match au PLE, dans lequel ils veulent défier le champion incontesté et l'ancien leader du clan. À la fin de la soirée, Cody Rhodes et Roman Reigns signent, eux aussi, le contrat et le match entre les deux équipes de catcheurs au PLE est officiellement annoncé.

## Tableau des matchs
| Ordre par numéros                                                                         | Résultat | Stipulation(s) | Temps |
| ----------------------------------------------------------------------------------------- | --- | --- | ----- |
| 1                                                                                         | CM Punk bat Drew McIntyre                                                                                   | Hell in a Cell match | 31:25 |
| 2                                                                                         | Nia Jax (c) (avec Tiffany Stratton) bat Bayley                                                              | Match simple pour le WWE Women's Championship | 14:20 |
| 3                                                                                         | Damian Priest bat Finn Bálor (avec JD McDonagh et Carlito)                                                  | Match simple | 12:45 |
| 4                                                                                         | Rhea Ripley bat Liv Morgan (c) par disqualification                                                         | Match simple pour le WWE Women's World Championship "Dirty" Dominik Mysterio sera enfermé dans une cage à requins et suspendu au-dessus du ring. | 14:00 |
| 5                                                                                         | Cody Rhodes et Roman Reigns battent The Bloodline (Solo Sikoa et Jacob Fatu) (avec Tama Tonga et Tonga Loa) | Tag Team match | 25:45 |
| La lettre C placée entre parenthèses désigne la personne ou l’équipe championne en titre. | | |       |